# Закон за ефекта
Законът за ефекта е принцип, описан от Едуард Торндайк през 1898:
"От няколкото отговора на една и съща ситуация тези, които са придружени или последвани непосредствено от задоволяване на животинското желание при равни други начала, са тясно свързани със ситуацията и когато тя се повтори е много вероятно да се повтори и отговора - тези, които са съпроводени или последвани непосредствено от неразположение и неудобство по отношение на животинското желание при равни други начала, нямат силна връзка със ситуацията и когато тя се повтори, е малко вероятно да се повтори и отзива. "  Ив Самон Ив
Според Торндайк елиминирането на неправилните реакции се дължи на появата на раздразнение или на дразнещо състояние на нещата. Законът за ефекта води до твърдението, че индивидът учи или съхранява в паметта всички онези реакции, които се следват от удовлетворяващите фактори, и се въздържа от реакциите, следвани от фактори, водещи до раздразнение.